# N,N-Диэтилгидроксиламин
N,N-Диэти́лгидрокси́лами́н (ДЭГА) — органическое соединение с формулой (C2H5)2NOH, дизамещённый гидроксиламин. Неустойчив на воздухе, легко окисляется до нитроксильного радикала. Применяется в качестве ингибитора полимеризации каучуков, винилароматических соединений, ингибитора коррозии, стабилизатора дистиллятных топлив, антиоксиданта, в качестве поглотителя кислорода в процессе водоочистки, цветостабилизатора в фотографии. Также показано, что ДЭГА может использоваться в качестве перспективного  восстановителя при  разделении плутония  и нептуния от урана в пьюрекс-процессе.